# Ra Heeduk

Ra Heeduk es una poetisa coreana.

## Biografía
Ra Heeduk (1966-) nació y creció en un orfanato coreano donde sus padres, de religión cristiana, impartían la enseñanza de su religión en la comunidad. Ra Heeduk ha dicho que la experiencia de vivir con niños huérfanos le hizo madurar más rápido y que reconocer las diferencias entre ella y sus compañeros de juego le dio una perspectiva única del mundo.
Llegó a ser poetisa sin pretenderlo. Mientras se debatía entre los ideales religiosos que había aprendido de sus padres y las causas que defendía el movimiento estudiantil que encontró en la universidad, intentó encontrar una salida en la poesía.

## Obra
La imaginación poética de Ra Heeduk se basa en la fuerza de la vida y el crecimiento que se manifiestan en la maternidad y la vida de las plantas. Su primera recopilación de poemas A las raíces y la segunda Las palabras que tiñen las hojas desgarra la niebla de la hipocresía y las contradicciones de nuestras vidas, a la vez que mantiene un espíritu de compasión y calidez maternal hacia las vicisitudes de sus contemporáneos. En "Tierra suave que tiembla con alegría al alimentar con su propia sangre las raíces de los árboles" encontramos la imagen de una madre que aguanta todas las calamidades para poder criar a su hijo. La suavidad con la que la poetisa abraza este mundo difícil surge de su absoluta fe en la fuerza de la vida que hace que los árboles crezcan y la leche de la madre fluya.
Puede decirse que siempre busca el origen de la fuerza de la vida. Para poder captar lo que la naturaleza puede decirle, Ra Heeduk cree que tiene que ser capaz de escuchar con sus ojos y ver con sus oídos. Este esfuerzo se detalla en su tercera recopilación de poesía No es tan lejos de aquí y en la cuarta Lo que significa oscurecer. La poetisa utiliza la armoniosa yuxtaposición del sonido y la oscuridad para mostrar el proceso de escuchar con los ojos, ya que ver es inútil en la oscuridad.

## Obras en coreano (lista parcial)
Poesía
- A las raíces (1991)
- Las palabras que tiñen las hojas (1994)
- No es tan lejos de aquí (1997)
- Lo que significa oscurecer (2001)
- La palma de mano que falta (2004)

Ensayos
- Medio cubo de agua (1999)

Crítica literaria
- De dónde viene el púrpura (2003)

## Premios
- Premio Kim Soo-young de literatura (1998)
- Premio Artista Joven del Año (2001)
- Premio de Literatura Contemporánea (2003)